# Улица Новая Заря (Москва)
У́лица Но́вая Заря́ (до 10 октября 1929 года — Пе́рвый прое́зд Дани́ловской слободы́,  Огоро́дный прое́зд) — улица, расположенная в Южном административном округе города Москвы на территории Даниловского района.

## История
Улица получила современное название по построенным на ней домам для рабочих и служащих фабрики «Новая заря» (ранее то же название носил соседний 4-й Рощинский проезд). До 10 октября 1929 года в разное время называлась Пе́рвый прое́зд Дани́ловской слободы́,  Огоро́дный прое́зд.

## Расположение
Улица Новая Заря проходит на запад от 4-го Рощинского проезда до 1-го Рощинского проезда. Нумерация начинается от 4-го Рощинского проезда.

## Примечательные здания и сооружения
По нечётной стороне:
- ЗАО «Автокомбинат № 32»

По чётной стороне:
- 6: ЗАО «ПП «Техника» — производство бронированных автомобилей. Предприятие, в частности, является разработчиком российского взрывозащищенного бронеавтомобиля Горец-К.

## Транспорт

### Трамвай
- 26:  Университет —  Октябрьская
- 38: Черёмушки — 3-я Владимирская улица

### Ближайшие станции метро
- Станция метро «Тульская» Серпуховско-Тимирязевской линии — восточнее проезда, между Большой Тульской улицей и Большим Староданиловским, Холодильным и 1-м Тульским переулками